# John Bardeen
John Bardeen (Madison, condado de Dane, Wisconsin, 23 de mayo de 1908-Boston, 30 de enero de 1991) fue un ingeniero eléctrico y físico estadounidensegalardonado con los Premios Nobel de Física de los años 1956 y 1972 (cada vez junto con otros dos científicos),convirtiéndose junto a Marie Curie, Linus Pauling, Frederick Sanger y Barry Sharpless en las únicas personas galardonadas dos veces con el Premio Nobel.Participó en la invención del transistor, fundamental para los dispositivos electrónicos y para su miniaturización, y en el desarrollo de la teoría de la superconductividad.

## Biografía

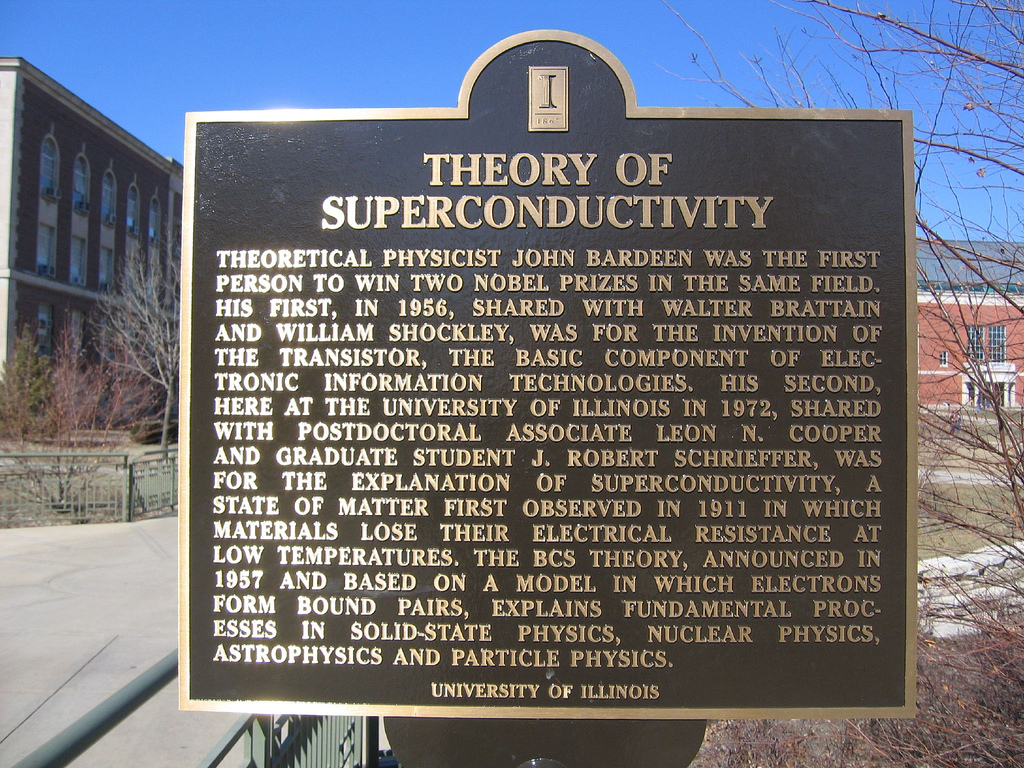
Placa conmemorativa en Bardeen Quad, en la Universidad de Illinois en Urbana-Champaign.

John Bardeen fue el segundo de los cinco hijos de Charles y Althea Bardeen, de soltera Harmer. La madre de John Bardeen estudió Arte Oriental. Trabajó en la Universidad de Chicago por cinco años y después se dedicó al diseño de interiores. Murió cuando John Bardeen tenía doce años. El padre de John Bardeen se graduó de la Escuela de Medicina de la Universidad Johns Hopkins y fue el decano fundador de lo que hoy es la Facultad de Medicina y Salud Pública de la Universidad de Wisconsin-Madison. Trabajó como catedrático de Anatomía. Después de la muerte de su esposa se casó otra vez.
John Bardeen fue un niño prodigio que mostró un talento precoz para el aprendizaje en general y para las matemáticas en particular. Se gaduó de la high school a la edad de quince años. Inició sus estudios de ingeniería eléctrica en la Universidad de Wisconsin-Madison en 1923. Interrumpió sus estudios para quedarse un año en Chicago, trabajando para la empresa Western Electric. En 1928 recibió un bachiller universitario en ciencias y en 1929 o en 1930, una maestría universitaria en ciencias. En la universidad, además de estudiar ingeniería eléctrica, se dedicó también a investigar problemas aplicados (geofísica y antenas). Escribió su trabajo final de máster sobre la prospección eléctrica de petróleo. Influido por su mentor John Hasbrouck van Vleck, también recibió influencias de Paul Dirac, Werner Heisenberg y Arnold Sommerfeld.
Después de sus estudios universitarios, John Bardeen se mudó a Pittsburgh, Pensilvania, junto con Leo Peters, su antiguo profesor de Ingeniería Eléctrica y Geofísica, para trabajar en los Gulf Research Laboratories, en la Gulf Oil Company o en la Gulf Research and Development Corporation como geofísico. Se quedó allí de 1930 a 1933 e inventó un nuevo método electromagnético de prospección de petróleo.
Después de tres años trabajando para la empresa Gulf... decidió ir a la Universidad de Princeton para obtener su doctorado en física matemática. Para su tesis doctoral investigó superficies sólidas. La terminó en 1935 o en 1936. En Princeton había científicos trabajando con las nuevas teorías de la mecánica cuántica para entender los semiconductores. Estas teorías luego le ayudarían a Bardeen cuando participó en la invención de los transistores. Bardeen dejó Princeton en 1935 antes de haber terminado su tesis doctoral. (Lo hizo un año más tarde.) De 1935 a 1938 fue junior fellow en la Universidad de Harvard. En Harvard conoció a John H. van Vleck y Percy Bridgman. Van Vleck guio sus estudios de los últimos logros de la mecánica cuántica. Bridgman era un físico experimental que trabajaba en física de altas presiones. Bardeen buscó modelos teóricos para los datos que Bridgman obtuvo de sus experimentos. El trabajo con físicos experimentales era de gran importancia para su futuro desarrollo del transistor.
En 1938 John Bardeen se casó con Jane Maxwell, profesora de biología en una high school. De 1938 a 1941 fue profesor auxiliar de física en la Universidad de Minnesota. Durante su estancia en Minnesota, en 1939, nació Jim, el primer hijo de Jane y John Bardeen. En Minnesota, Bardeen investigó la superconductividad. De 1941 a 1945 trabajó como físico para la marina de los EE. UU. en Washington D. C. Dirigió a un grupo que se ocupaba de las minas magnéticas y los torpedos, así como de medidas para protegerse de ellos. Luego fue invitado a participar en el Proyecto Manhattan, el programa estadounidense para fabricar la primera bomba atómica, pero declinó y continuó trabajando para la marina. En Washington D. C. nacieron sus hijos Bill (1941) y Betsy (1944).
Después de la Segunda Guerra Mundial Bardeen vaciló entre dos opciones: hacer carrera en física del estado sólido o en física nuclear. Optó por la física del estado sólido y encontró trabajo en los Laboratorios Telefónicos Bell (Bell Telephone Laboratories) en Murray Hill, Nueva Jersey, y por eso la familia Bardeen se mudó a Summit, Nueva Jersey. Entre 1945 y 1951 John Bardeen trabajó como físico en los Laboratorios Telefónicos Bell, dedicándose a la investigación. Allí trabajó junto con dos colegas: William Shockley y Walter Brattain. Shockley había diseñado un amplificador que por alguna razón no funcionaba. Pidió a Brattain y Bardeen explicar por qué. Brattain era un físico experimental y junto con Bardeen consiguió hacer funcionar el amplificador de Shockley: el 23 de diciembre de 1947 construyeron el primer transistor.
Antes de la invención del transistor, los científicos trabajaron juntos en los Laboratorios Telefónicos Bell. Sin embargo, después de la invención, la relación entre Shockley y Bardeen se deterioró tanto que desde 1951 Bardeen empezó a buscar otro puesto de trabajo y un amigo le consiguió trabajo en la Universidad de Illinois.
De 1951 a 1991 Bardeen trabajó en la Universidad de Illinois, de 1951 a 1975 como catedrático de Ingeniería Eléctrica y Física y de 1975 a 1991 como catedrático emérito de Ingeniería Eléctrica y Física. En la Universidad de Illinois, Bardeen pudo escoger cualquier tema para investigar que le interesara y decidió investigar la superconductividad. En otoño de 1951 Bardeen y su familia se mudaron a Urbana, Illinois.
En la Universidad de Illinois Bardeen trabajó en dos departamentos: tenía un laboratorio para la investigación de semiconductores en el departamento de Ingeniería Eléctrica e investigó la teoría de la superconductividad en el departamento de Física. Además empezó a trabajar como asesor para Xerox Corporation en 1952 y tuvo este puesto hasta 1982. También fue miembro del consejo de administración de esta empresa desde 1961 a 1974.
En 1956 John Bardeen, William Shockley y Walter Brattain fueron galardonados con el premio Nobel de Física "por sus investigaciones de los semiconductores y su descubrimiento del efecto transistor". Durante este tiempo, Bardeen trabajó en la teoría de la superconductividad junto con Leon N. Cooper y John Robert Schrieffer. Desarrollaron una teoría microscópica de la superconductividad, la teoría BCS, y publicaron una descripción de sus investigaciones en 1957 en la revista Physical Review. Recibirían el Premio Nobel de Física de 1972 por desarrollar esta teoría y mientras tanto Bardeen investigó aplicaciones de la teoría BCS, entre otros a fenómenos de la superconductividad.
Bardeen también fue consejero del Gobierno estadounidense, de los presidentes Dwight D. Eisenhower, John F. Kennedy, Lyndon B. Johnson y Ronald Reagan y de varias empresas, como Xerox, General Electric, Texas Instruments y Sony. Sin embargo en 1983 dimitió del Consejo Asesor Científico de la Casa Blanca (White House Science Advisory Council) en protesta por la Iniciativa de Defensa Estratégica de Ronald Reagan.
En 1975 John Bardeen se jubiló de su cátedra pero siguió investigando problemas de física y publicó artículos científicos hasta su último año de vida. Murió el 30 de enero de 1991, víctima de una enfermedad del corazón.

## Investigaciones científicas
En 1945 empezó a trabajar en los Laboratorios Bell de Nueva Jersey realizando investigaciones científicas alrededor de los semiconductores. 
William Shockley y Walter Houser Brattain habían intentado construir un nuevo tipo de amplificador diferente de los de válvulas termoiónicas, basándose en las investigaciones sobre semiconductores de Shockley. Lo intentaron con óxido de cobre sin éxito. Bardeen logró construir junto con Brattain el dispositivo con germanio el 4 de julio de 1951, culminando así el desarrollo del transistor. A pesar de esto, Shockley postulaba que el mérito debía ser únicamente suyo puesto que fue suya la idea original. Bardeen se enfadó mucho y Brattain le gritó: ¡Demonios, Shockley, en esto hay suficiente gloria para todos!.
Finalmente, en 1956 los tres físicos estadounidenses fueron galardonados con el Premio Nobel de Física por su investigación en semiconductores y por el descubrimiento del efecto transistor.
En la ceremonia de entrega del Premio Nobel en Estocolmo, Brattain y Shockley recibieron sus premios esa noche de manos del Rey Gustavo VI Adolfo de Suecia. Bardeen sólo llevó a uno de sus tres hijos a la ceremonia del Premio Nobel. El rey Gustavo reprendió a Bardeen por ello, y Bardeen aseguró al rey que la próxima vez llevaría a todos sus hijos a la ceremonia. Cumplió su promesa.
La primera aplicación de los transistores se hizo en los audífonos.
En 1951 Bardeen ingresó en la Universidad de Illinois, nombrando al físico Nick Holonyak como asistente personal, el cual posteriormente diseñaría el primer Diodo LED en 1962. 
Trabajó junto a Leon N. Cooper y John Robert Schrieffer para crear la teoría estándar de la superconductividad, lo que posteriormente se denominaría teoría BCS. Por este trabajo los tres físicos fueron galardonados en 1972 con el Premio Nobel de Física.
Bardeen se convirtió así en el primer físico, y hasta el momento el único, en conseguir dos veces este Premio Nobel.

### Galardones
Además de ser galardonado con el premio Nobel en dos ocasiones, Bardeen cuenta con otros numerosos premios, entre los que se encuentran:
- 1952: la Stuart Ballantine Medal del Franklin Institute.
- 1959: elegido miembro de la Academia Americana de las Artes y las Ciencias[20]
- 1965 Medalla Nacional de la Ciencia.[21]
- 1971: Medalla de Honor del IEEE por "sus profundas contribuciones a la comprensión de la conductividad de los sólidos, a la invención del transistor y a la teoría microscópica de la superconductividad."
- 1973: Elegido Miembro extranjero de la Royal Society de Londres.[22][23]
- 1975: Medalla Franklin.
- 1977 (10 de enero), John Bardeen recibió la Medalla Presidencial de la Libertad de manos del presidente Gerald Ford. Estuvo representado en la ceremonia por su hijo, William Bardeen.
- Bardeen fue uno de los 11 galardonados con el Premio del Tercer Siglo del presidente George H. W. Bush en 1990 por sus "excepcionales contribuciones a la sociedad estadounidense" y se le concedió la medalla de oro de la Academia de Ciencias Soviética en 1988.
- Premio Golden Plate de la American Academy of Achievement.[24]

### Legado
En honor al profesor Bardeen, el cuadrilátero de ingeniería de la Universidad de Illinois en Urbana-Champaign lleva el nombre de Bardeen Quad.
También en honor a Bardeen, Sony Corporation dotó una cátedra John Bardeen de 3 millones de dólares en la Universidad de Illinois en Urbana-Champaign, a partir de 1990. Sony Corporation debió gran parte de su éxito a la comercialización de los transistores de Bardeen en televisores y radios portátiles, y había trabajado con investigadores de Illinois. El actual profesor de la cátedra John Bardeen es Nick Holonyak, que fue estudiante de doctorado y protegido de Bardeen.
En el momento de la muerte de Bardeen, el entonces rector de la Universidad de Illinois, Morton Weir, dijo: "Es rara la persona cuyo trabajo cambia la vida de todos los estadounidenses; el de John lo hizo".
Bardeen fue homenajeado en un sello postal de Estados Unidos del 6 de marzo de 2008 como parte de la serie "Científicos americanos" diseñada por el artista Victor Stabin. El sello de 0,41 dólares fue presentado en una ceremonia en la Universidad de Illinois. Su citación dice: "El físico teórico John Bardeen (1908-1991) compartió el Premio Nobel de Física en dos ocasiones: en 1956, como coinventor del transistor, y en 1972, por la explicación de la superconductividad. El transistor abrió el camino a toda la electrónica moderna, desde los ordenadores hasta los microchips. Entre las diversas aplicaciones de la superconductividad se encuentran los sensores infrarrojos y los sistemas de imágenes médicas". Los otros científicos de la hoja "Científicos americanos" son el bioquímico Gerty Cori, el químico Linus Pauling y el astrónomo Edwin Hubble.

## Vida personal
Bardeen se casó con Jane Maxwell el 18 de julio de 1938. Mientras estaba en Princeton, conoció a Jane durante una visita a sus viejos amigos en Pittsburgh.
Bardeen era un científico con una personalidad muy discreta. Aunque fue profesor durante casi 40 años en la Universidad de Illinois, sus vecinos le recordaban sobre todo por organizar comidas al aire libre para sus amigos, muchos de los cuales desconocían sus logros en la universidad. Siempre preguntaba a sus invitados si querían el pan de la hamburguesa tostado (ya que a él le gustaba así). Le gustaba jugar al golf e ir de pícnic con su familia. La historiadora Lillian Hoddeson dijo que debido a que "difería radicalmente del estereotipo popular de 'genio' y no estaba interesado en parecer algo más que ordinario, el público y los medios de comunicación a menudo lo pasaban por alto".
Cuando le preguntaron a Bardeen sobre sus creencias durante una entrevista en 1988, respondió "No soy una persona religiosa, por lo que no pienso mucho en ello". Sin embargo, también ha dicho: "Creo que la ciencia no puede dar respuesta a las preguntas últimas sobre el sentido y el propósito de la vida". Bardeen sí creía en un código de valores morales y de comportamiento. Los hijos de John Bardeen eran llevados a la iglesia por su mujer, que enseñaba en la escuela dominical y era anciana de la iglesia. A pesar de esto, él y su esposa dejaron claro que no tenían fe en una vida después de la muerte y otras ideas religiosas.

### Fallecimiento
Bardeen murió de enfermedad cardíaca a la edad de 82 años en el Brigham and Women's Hospital de Boston, Massachusetts, el 30 de enero de 1991. Aunque vivía en Champaign-Urbana, había acudido a Boston para una consulta médica. Bardeen y su esposa Jane (1907-1997) están enterrados en el Forest Hill Cemetery, Madison, Wisconsin. Les sobrevivieron tres hijos, James, William y Elizabeth Bardeen Greytak, y seis nietos.

## Literatura
- Bernhard Kupfer. Lexikon der Nobelpreisträger. Patmos-Verlag, Düsseldorf 2001, ISBN 3-491-72451-1
- Peter Neulen. Brockhaus, Nobelpreise: Chronik herausragender Leistungen. Brockhaus, Mannheim/Leipzig 2004, ISBN 3-7653-0492-1